# Vologas IV.
Vologas IV. Partski, veliki kralj Partskega cesarstva od leta 147 do 191, ni znano, ni znano.
Vologas je bil sin kralja Mitridata IV. Partskega, ki je vladal v zahodni polovici Partskega cesarstva. Po smrti Vologasa III., ki  je vladal v vzhodni polovici cesarstva, je leta 147 ponovno združil Partsko cesarstvo. Osvojil je kraljestvo Harakeno, ki je bilo neodvisno verjetno že od Trajanove invazije na Partsko cesarstvo leta 113. Vologas IV. je verjetno istoveten s kraljem Volgašem, ki je po zoroastrskem izročilu začel zbirati Zaratustrove spise.
Okoli leta 155 se je ponovno začela vojna z Rimom, kot običajno zaradi nadoblasti v Armeniji. Leta 162-166 so Parti napadli Rimsko cesarstvo, v katerem je takrat vladal Mark Avrelij. Na začetku jim je dobro kazalo, ko so si Rimljani po začetnem šoku opomogli, pa so udarili nazaj in na armenski prestol ponovno posadili kralja Sohema, potem pa vdrli v Partsko cesarstvo.
V vojni je Avdij Kasij leta 165 opustočil Selevkijo na Tigrisu in do tal požgal kraljevo palačo v prestolnici Ktezifonu.  Rimske legije so prodrle vse do Medije. Vologas IV. je bil prisiljen z Rimljani sklenil mir, vendar jim je moral prepustiti zahodno Mezopotamijo.
Konec vladavine mu je zagrenil upor Kosroja II. Partskega (vladal 190), ki si je kot rivalski kralj uzurpiral oblast v Mediji v upanju, da bo po smrti Vologasa IV. nasledil partski prestol. Vologasa IV. je nasledil sin Vologas V. iz armenske veje Arsakidske dinastije, ki je očitno hitro zatrl Kosrojev upor. 
| Vologas IV. Arsakidska dinastijaRojen: ni znano Umrl: ni znano |                                                  |                       |
| Vladarski nazivi                                               |                                                  |                       |
| Predhodnik: Vologas III.                                       | Veliki kralj (šah) Partskega cesarstva 147 – 191 | Naslednik: Vologas V. |

## Sklic
1. ↑  D. Sellwood, Parthian Coins, The Cambridge History of Iran, 3. del, urednik E. Yarshater, Cambridge University Press, 1983, str. 297.